# Lliga Mediterrània
Lliga Mediterrània was een voetbalcompetitie tussen Spaanse profclubs uit de regio's Catalonië en Comunidad Valenciana. De Lliga Mediterrània werd gehouden in het seizoen 1936/1937 ter vervanging van de Primera División die ten gevolge van de Spaanse Burgeroorlog niet gespeeld kon worden.
Oorspronkelijk zouden uit beide regio's zes clubs deelnemen aan de Lliga Mediterrània. Onder meer Hércules CF moest afzien van deelname na bombardementen op Alicante, waardoor uiteindelijk maar vier clubs uit Comunidad Valenciana zich inschreven. Hierdoor moesten de Catalaanse clubs CE Sabadell en CF Badalona zich terugtrekken uit de competitie om beide regio's in dezelfde mate vertegenwoordigd te laten zijn. FC Barcelona was de eerste en enige winnaar van de Lliga Mediterrània. Doordat de Spaanse Burgeroorlog in 1937 ook tot Catalonië en Comunidad Valenciana was doorgedrongen, kon de Lliga Mediterrània niet meer gespeeld worden. In 1939 werd de Primera División weer voortgezet.

## Eindrangschikking
| # | Club                     | W  | GW | GL | VS | DF | DT | Punten |
| - | ------------------------ | -- | -- | -- | -- | -- | -- | ------ |
| 1 | FC Barcelona             | 14 | 7  | 6  | 1  | 27 | 15 | 20     |
| 2 | RCD Espanyol             | 14 | 8  | 3  | 3  | 30 | 20 | 19     |
| 3 | FC Girona                | 14 | 6  | 5  | 3  | 27 | 18 | 17     |
| 4 | Valencia CF              | 14 | 7  | 3  | 4  | 32 | 23 | 17     |
| 5 | UD Levante               | 14 | 5  | 6  | 3  | 30 | 18 | 16     |
| 6 | Gimnàstic FC de València | 14 | 3  | 4  | 7  | 18 | 31 | 10     |
| 7 | Esport Club Granollers   | 14 | 2  | 4  | 8  | 17 | 36 | 8      |
| 8 | Athletic de Castelló     | 14 | 0  | 5  | 9  | 7  | 27 | 5      |